# Linha Tronco (Estrada de Ferro Noroeste do Brasil)
A Linha Tronco da Estrada de Ferro Noroeste do Brasil é uma ferrovia transversal brasileira, em bitola métrica, que liga Bauru (SP) à Corumbá (MS), na fronteira com a Bolívia. Possui mais de 1.300 km de extensão, atravessando cidades como Araçatuba, Três Lagoas e Campo Grande. Atualmente é operada pela Rumo Logística.

## História
Em julho de 1905, iniciou-se em Bauru a construção da Linha Tronco pela Estrada de Ferro Noroeste do Brasil. A inauguração do primeiro trecho se deu em 29 de setembro de 1906, até Lauro Müller (km 92), no atual município de Guarantã. A construção foi prosseguindo gradativamente e em 2 de dezembro de 1908, a Estação de Araçatuba foi inaugurada. Dali a linha tomou rumo à margem esquerda do Rio Tietê, prosseguindo a Oeste, rente ao leito do mesmo, até atingir Itapura (próximo à foz do Rio), no início de 1910.
Em maio de 1908, iniciou-se a construção da ferrovia de Itapura até Corumbá (MS). Duas equipes trabalharam simultaneamente nas duas extremidades, uma a partiu de Itapura atravessando o Rio Paraná e adentrando o estado do Mato Grosso do Sul, e a outra a partiu de Porto Esperança, Cidade de Corumbá, as margens do Rio Paraguai. A ligação entre as frentes de trabalho foi feita em 1914. A partir daí, a linha estava completa desde o Rio Paraguai, ao sul de Corumbá, até Bauru. 
A margem do Rio Tietê, onde passava a ferrovia após Araçatuba até Itapura, era região infestada de malária e outras doenças tropicais, algo que no início do século XX preocupava muito. Assim, a partir da década de 1920, iniciou-se a construção da Variante de Jupiá, mais ao Sul, seguindo o espigão divisor de águas dos rios Aguapeí (ou Feio) e Tietê. A variante foi completada em 1940, quando então passou a ser considerada a Linha Tronco. 
A sede do município de Corumbá, distante cerca de 70 km do distrito de Porto Esperança, somente foi alcançado pelos trilhos em 1952, seguindo até pouco adiante na fronteira com a Bolívia.
A Linha Tronco da Noroeste é composta por duas grandes pontes ferroviárias. A primeira delas sobre o Rio Paraná, foi inaugurada em 1926 como Ponte Francisco de Sá, sendo que até a inauguração a travessia das composições era feita por balsa. Já a segunda delas sobre o Rio Paraguai, foi inaugurada em 1947 com o nome de Ponte Eurico Gaspar Dutra (inicialmente Ponte Barão do Rio Branco), após uma década de construção.

## Operação
Em 1996, a Linha Tronco da Noroeste foi concedida pela RFFSA como parte da Malha Oeste, juntamente com os ramais oriundos da Noroeste. Em 2002, o trecho entre Bauru e Mairinque da Sorocabana, passou a fazer parte da Malha Oeste como um "prolongamento" da Linha Tronco.
Atualmente a concessão pertence a concessionária Rumo Logística, que opera os trens de celulose de Três Lagoas-MS até o porto de Santos-SP (seguindo pela Linha Mairinque-Santos), e aos trens de minério das minas da região de Corumbá até o porto de Ladário-MS, na margem direita do Rio Paraguai.